# Philippe Aractingi
Philippe Aractingi (nascido em 1964) é um cineasta nascido no Líbano e nacionalizado francês, reconhecido especialmente pela sua trilogia da guerra civil libanesa, composta pelos filmes Bosta, Under the Bombs e Heritages.

## Carreira

### Inícios
Philippe Aractingi é um director franco-libanês nascido em 1964. Autodidacta, começou a sua carreira tirando fotografias da vida quotidiana de Beirut durante a guerra civil libanesa e dirigiu o seu primeiro documentário aos 21 anos de idade. Durante um período instável, confiou na sua intuição e lançou-se numa profissão que nesse momento estava quase ausente do seu país.

### Reconhecimento
Em 1989 abandonou o Líbano e redicou-se na França. No novo país começou a desenvolver com maior tranquilidade a sua carreira como cineasta. Em 2001 regressou ao seu país para fundar a companhia Fantascope Production, orientada para o conteúdo especializado na produção de documentários em todos os formatos.
Com Bosta (2005), a sua primeira longa-metragem de ficção, oferece uma perspectiva inovadora ao Líbano dirigindo um musical, o primeiro do Líbano do pós-guerra. O filme conseguiu vender 140.000 entradas no Líbano, um número recorde em 25 anos no cinema desse país.
Quando em 2006 estoirou uma nova guerra no Líbano, Philippe Aractingi, acostumado a filmar com urgência, decide filmar a sua segunda longa-metragem. Filmado dois dias após o final do conflito bélico, Under the Bombs (2008) apresentou dois actores profissionais actuando com actores naturais (civis e soldados), oferecendo uma visão em tempo real dos estragos da guerra. Esta história de ficção com um palco da vida real, que combina cenas improvisadas e escritas, se distribuiu numa grande variedade de países. Under the Bombs tem sido exibido no Festival de Cinema de Veneza, no Festival de Cinema de Sundance e no Festival Internacional de Cinema de Dubai, conseguindo 23 prémios até a data. Bosta e Under the Bombs também representaram o Líbano nos Prémios Óscar.
Heritages (2013), terceiro filme do director, narra o exílio da sua própria família ao longo de quatro gerações e cem anos de história.

### Actualidade
Em 2017 dirigiu e escreveu a longa-metragem Ismaii, narrando uma história de amor no meio das convenções e da diferença de classes sociais. Deborah Young de The Hollywood Reporter afirmou em relação ao filme: "Ismaii marca um ponto de inflexão na carreira do cineasta Philippe Aractingi, reconhecido pela sua trilogia sobre a guerra civil no Líbano. Em comparação, os velhos temas universais de amor, perda, paixão e infidelidade carecem da urgência e da especificidade do seu trabalho anterior".

## Filmografia

### Como director
- 2017 - Ismaii
- 2013 - Mirath
- 2012 - Une terre pour um homme (documentário)
- 2007 - Sous lhes bombes
- 2005 - Bosta
- 1993 - Beyrouth de Pierre et de Mémoires (curta)
- 1992 - Par le regard dês mères (documentário)

### Como produtor
- 2017 - Ismaii
- 2013 - Mirath
- 2007 - Sous les bombes
- 2005 - Bosta
- 1993 - Beyrouth de Pierre et de Mémoires
- 1992 - Par le regard dês mères